# Lempira (cacique)
Pour les articles homonymes, voir Lempira.
 (avril 2018).
Si vous disposez d'ouvrages ou d'articles de référence ou si vous connaissez des sites web de qualité traitant du thème abordé ici, merci de compléter l'article en donnant les références utiles à sa vérifiabilité et en les liant à la section « Notes et références ».
Lempira (né à une date inconnue et mort en 1537 au Cerro Congolón (es), aujourd'hui au Honduras)  était le cacique du peuple lenca et un chef de guerre qui lutta contre les Espagnols durant les années 1530. Il est aujourd’hui considéré comme un personnage important dans l’histoire du Honduras.

## Histoire
Dans les documents écrits à l’époque de la conquête espagnole, ce cacique est mentionné par le nom Elempira ou El Lempira (qui signifie en lenca « le maître des montagnes »).
Dans la version traditionnelle, qui s'inspire de l’œuvre du chroniqueur Antonio de Herrera y Tordesillas (Historia general de los hechos de los castellanos en las islas y en tierra firme del mar Océano), Lempira fut chargé par le cacique Entepica (es) d’organiser la résistance face aux Espagnols dirigés par Francisco de Montejo et  Alonso de Cáceres (es).
En 1537, il avait réussi à enrôler 30 000 personnes en unissant 200 villages.

## Fin de vie et controverse
Herrera affirme que Lempira est mort par trahison. Les Espagnols convainquirent le cacique de rencontrer deux représentants d’Alonso de Cáceres pour négocier une paix. Pendant la réunion, un arbalétrier tira à plusieurs reprises sur Lempira pour le tuer.
Mais il existe une autre version, rédigée au Mexique en 1558 et racontant les services de Rodrigo Ruiz durant la conquête du Honduras par Francisco de Montejo. Elle affirme qu’El Lempira est mort durant une dure bataille contre Ruiz.

## Importance historique au Honduras
Aujourd’hui, Lempira symbolise au Honduras la résistance amérindienne contre la conquête espagnole. La monnaie nationale, le lempira, porte son nom ainsi que le département de Lempira et la ville de Puerto Lempira.